# Juan Andrés Oria de Rueda
Juan Andrés Oria de Rueda Salgueiro (Burgos, 7 de febrero de 1960) es un ingeniero de montes, micólogo y catedrático español. En la actualidad es catedrático de micología en la Universidad de Valladolid y académico de la Institución Tello Téllez de Meneses. De pensamiento tradicionalista, en política milita en el carlismo.

## Biografía
Nació en Burgos en 1960. Obtuvo el doctorado en ingeniería de montes en la Universidad Politécnica de Madrid. En 1990 inició su vida docente en la Universidad de Valladolid. Desde 2007 es catedrático de micología en la Universidad de Valladolid.
En 2015 recibió el Premio Castilla y León de Protección de Medio Ambiente. Muy vinculado a Palencia, en 2015 fue nombrado académico de la Institución Tello Téllez de Meneses.

## Aportaciones
En 2024 publicó el libro Naturaleza Tradicional. Historia, principios y aplicaciones para la conservación -con prólogo de Miguel Ayuso Torres-, en el que sostiene la tesis de que el mejor modo de conservar el hábitat natural de cada región es aplicar los métodos de conservación tradicionales, es decir, aquellos que se han empleado en esas mismas regiones durante siglos y que son fruto de una sabiduría secular. Por eso es importante la acción del hombre en el medio natural: para realizar una adecuada y racional conservación del mismo.
Rechaza la idea de que el hombre no debe actuar sobre el medio natural para dejarlo crecer libremente, por suponer en la práctica el debilitamiento de la misma naturaleza y por abrir la puerta a la sucesión de desastres naturales tales como los megaincendios, que eran muy poco comunes en las sociedades tradicionales por haber desarrollado cortafuegos naturales.
Señala como causa última del descuido y destrucción del campo la mentalidad liberal, que sólo veía en la naturaleza una realidad que había que rentabilizar, y que rechazaba el principio de tradición, es decir, de la transmisión de padres a hijos y esa sabiduría secular para la gestión racional del medio natural y su adecuada conservación.

## Premios
- Premio Castilla y León de Protección de Medio Ambiente (2015).[2]

## Obras

### Libros:
- Guía de las plantas silvestres de Palencia (Cálamo, 1996). Escrito en colaboración con Justino Díez y Mario Rodríguez Rivero.
- Por tierras y montes de Almazánnaturaleza, micoturismo y gastronomía (ADEMA, 1998). Escrito en colaboración con Andrés Martínez de Azagra Paredes y María del Carmen Paredes Sisniega.
- Estudio sobre la potencialidad de los diferentes usos del bosque para la creación de empleo en el medio rural de Castilla y Leónla producción de mayor potencialidad, hongos silvestres comestibles (1998). Escrito en colaboración con Andrés Martínez de Azagra Paredes y Pablo Martínez Zurimendi.
- Inventario abierto de los bosques singulares del sector S.E. de la provincia de Teruel (Consejo de Protección de la Naturaleza de Aragón, 2001). Escrito en colaboración con José Manuel González Cano y Raúl Vicente Pérez.
- Guía de árboles y arbustos de Castilla y León (Cálamo, 2002, 1ª ed.; Cálamo, 2008, 2ª ed.). Escrito en colaboración con Justino Díez.
- Los bosques de Castilla y León (Ámbito, 2003). Escrito en colaboración con Justino Díez.
- Hongos y setas: tesoro de nuestros montes (Cálamo, 2007). Escrito en colaboración con Carlos García Íñiguez.
- Manual para la gestión del recurso micológico forestal en Castilla y León (SOMACYL, 2011). Escrito en colaboración con Fernando Martínez Peña y Teresa Ágreda.
- Micología del Alfoz de Santa Gadea (Ayuntamiento de Alfoz de Santa Gadea, 2018). Escrito en colaboración con Jaime Olaizola Suárez y Beatriz de la Parra Peral.
- Naturaleza Tradicional. Historia, principios y aplicaciones para la conservación (Adoro, 2024).
- Gestión y conservación de las riberas naturales: método de valoración integral de formaciones vegetales y hábitats riparios (Menoscuarto, 2024). Escrito en colaboración con Ana Isabel Magide Herrero.[9]
- Guía práctica de turmicultura: el cultivo de la turma, alternativa en terrenos pobres (Universidad de Valladolid, 2025). Escrito en colaboración con Asunción Morte.